# Sant Esteve de Coma
Sant Esteve de Coma és l'antiga església parroquial romànica del poble ara abandonat de Coma, del terme comunal d'Eus, a la comarca del Conflent, de la Catalunya del Nord.
Està situada al capdamunt, al nord, de l'antic poble de Coma, ara quasi del tot en ruïnes.

## Història
El primer esment d'aquesta església es remunta a l'any 1035, quan el comte Guifré II de Cerdanya llega en el seu testament aquest temple, amb el seu alou, al seu fill Guifré, arquebisbe de Narbona. Un document del 1218 esmenta la seva categoria de parròquia.

## L'edifici
És una petita església d'una sola nau capçada a llevant per un absis semicircular i coberta amb volta de canó seguit. Entre l'absis i la nau hi ha un arc presbiterial apuntat i molt profund. La porta és a la façana meridional, molt cap a ponent, i s'obre amb un arc de mig punt amb una arquivolta excèntrica, respecte de la porta. Damunt de la porta es dreça un campanar d'espadanya de dos ulls, en una posició poc habitual (la majoria són damunt del frontis occidental).
L'arrebossat de l'església no permet veure si hi ha més finestres que una que es pot veure a l'extrem oriental de la façana sud, que per dins s'obre dessota de l'arc presbiterial. Hi ha traces d'una decoració mural interior. L'aparell de l'església evidencia una construcció bàsica del segle xi reformada al XII, moment en què es reforça i s'atalussa el costat nord.